# Salento

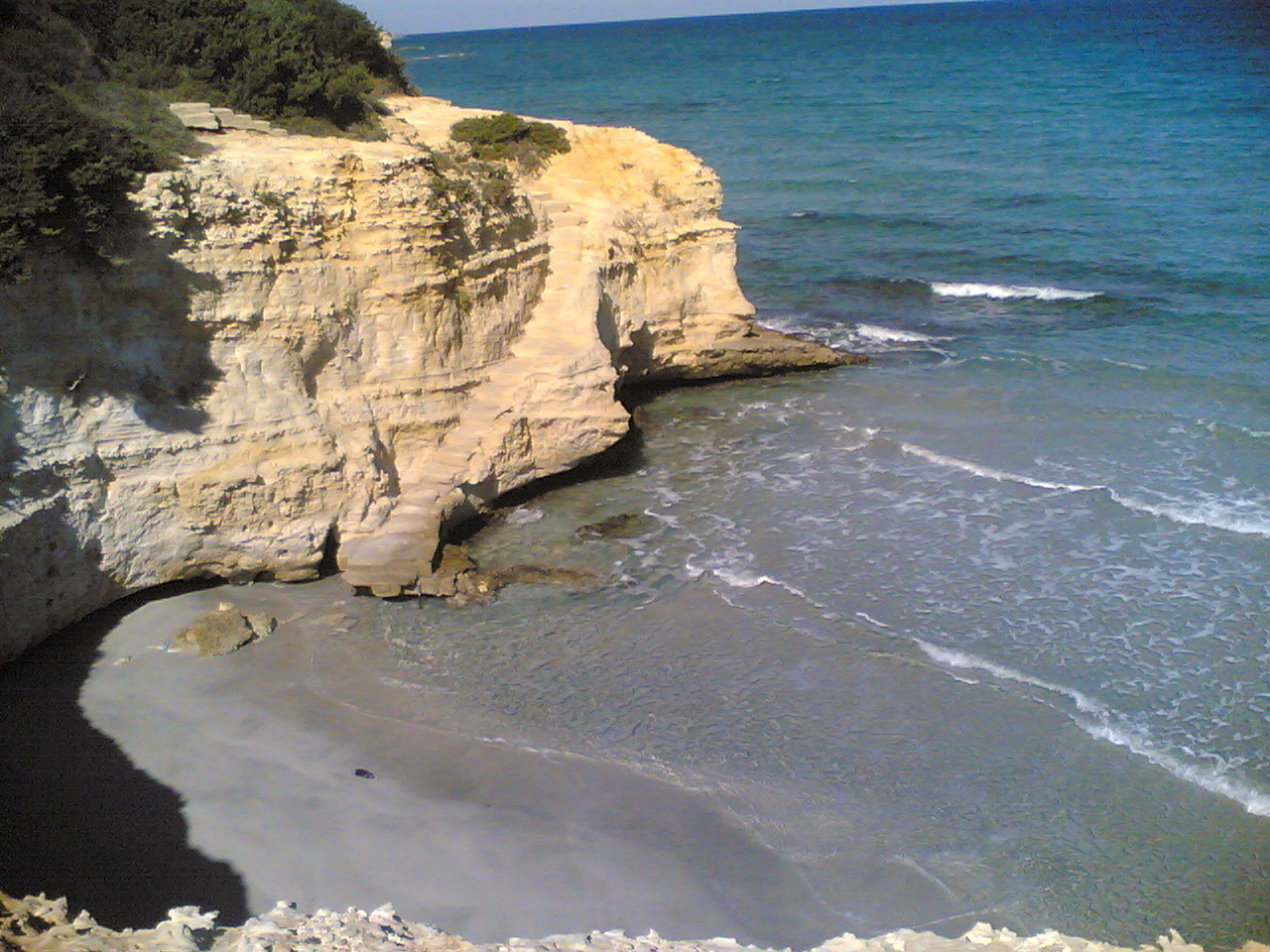
Pláž v Conca Specchiulla, severně od Otranta.

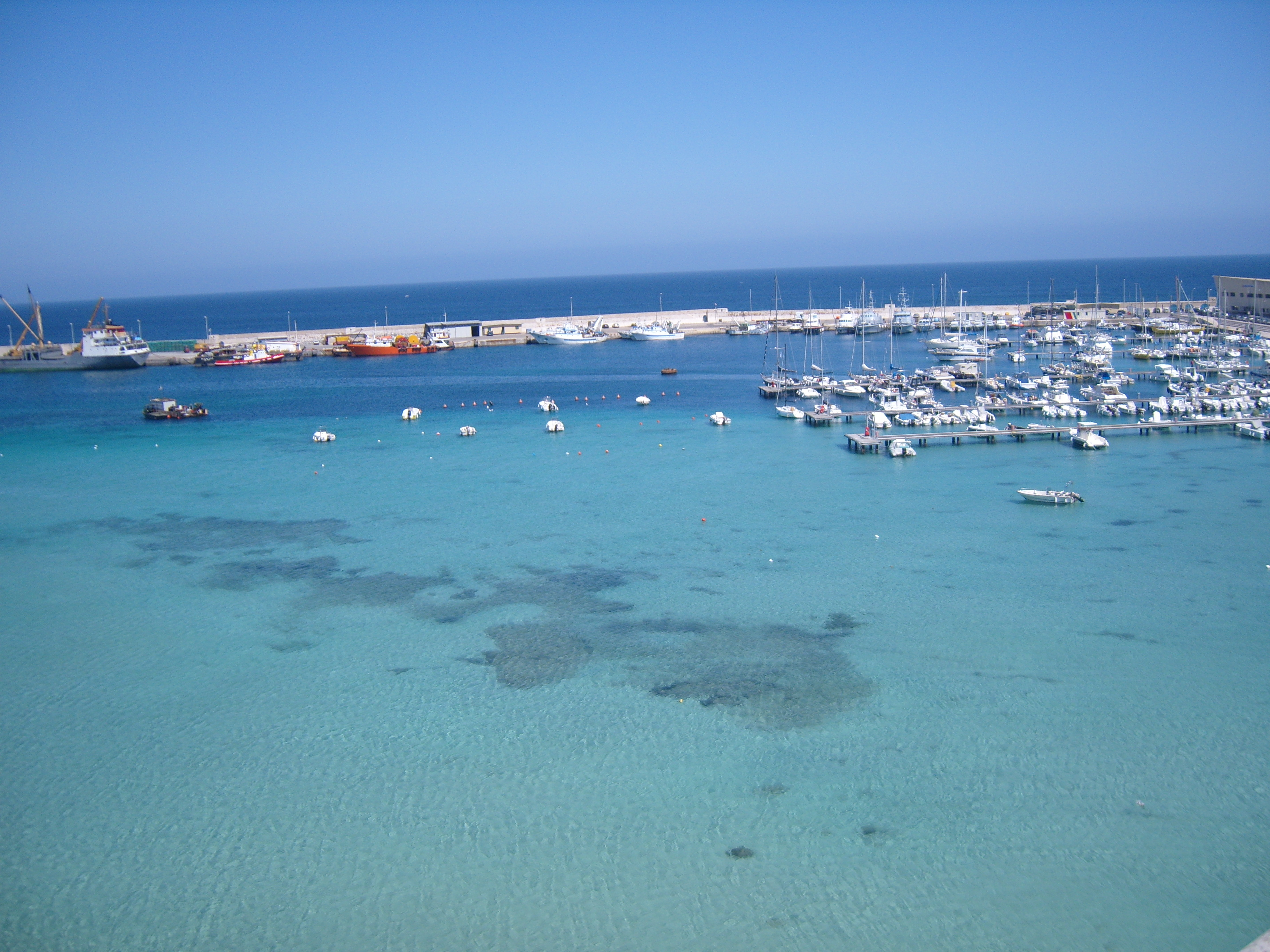
Přístav Otranto

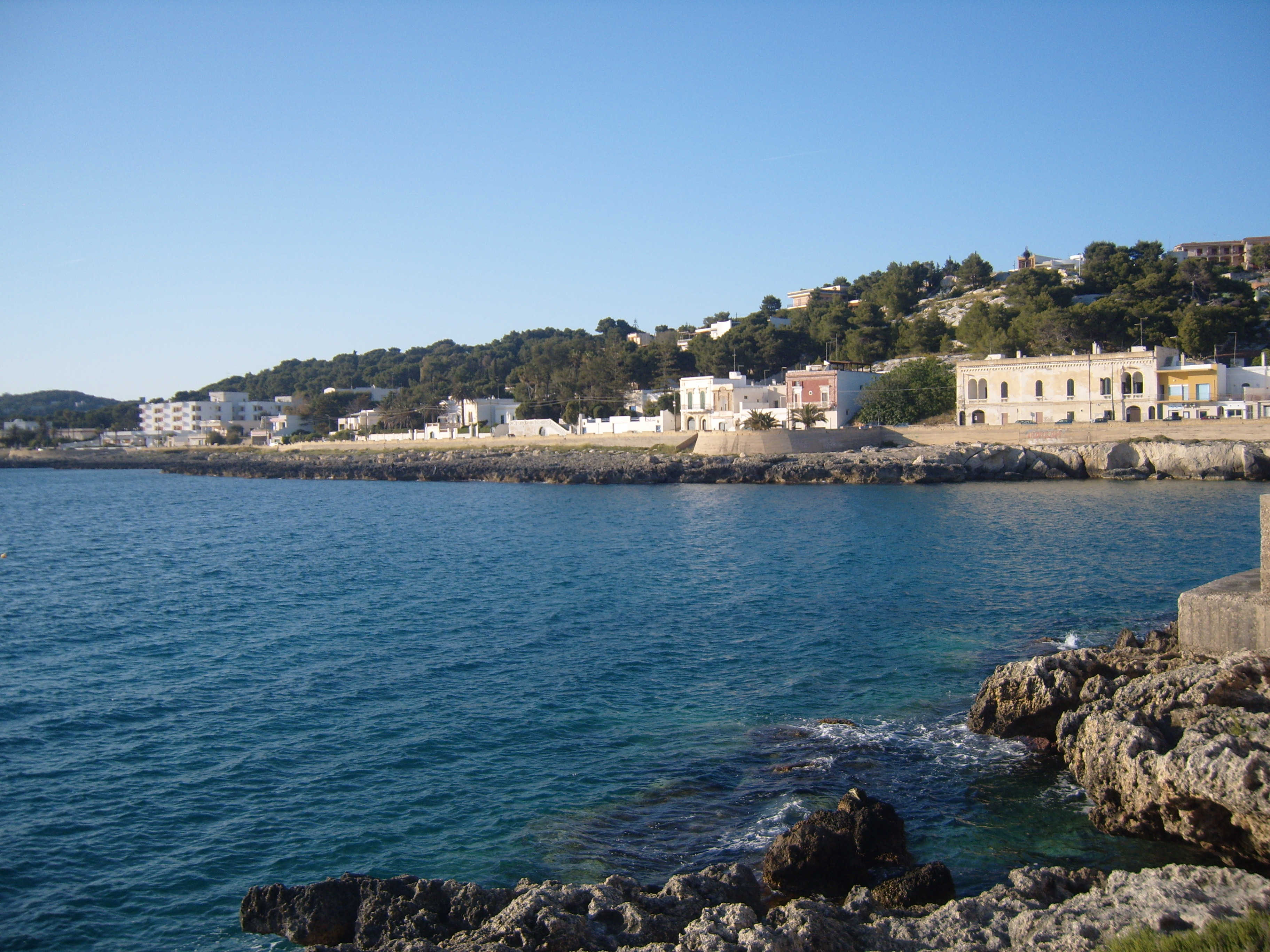
Pobřeží Santa Maria al Bagno

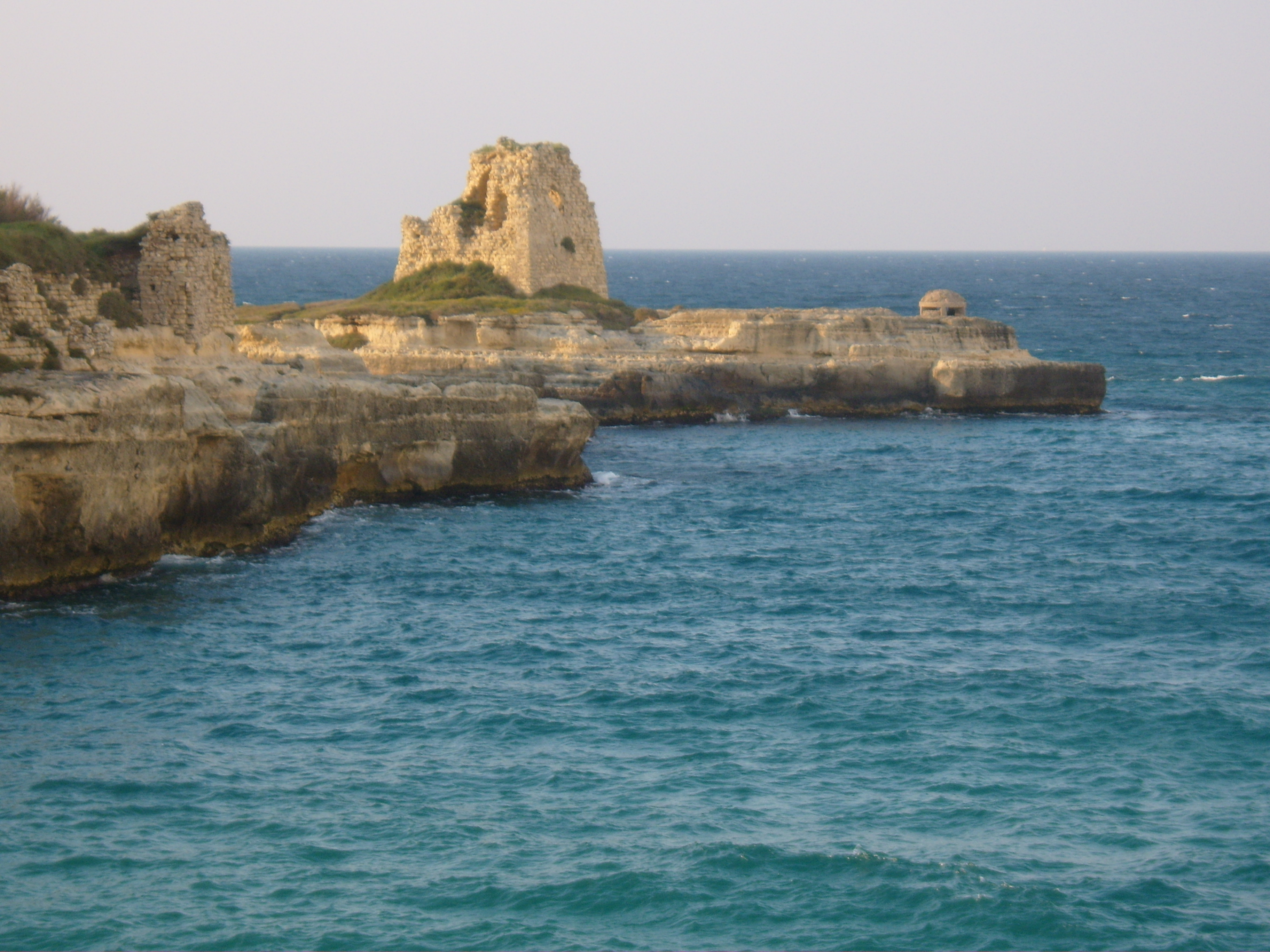
Pobřežní věž ze 16. století v Salentu v Roca Vecchia

Salento je historický a zeměpisný region na jižním konci správního regionu Apulie v jižní Itálii. Je to dílčí poloostrov Apeninského poloostrova, někdy popisován jako „podpatek“ italské „kozačky“. Zahrnuje celou správní oblast provincie Lecce, velkou část provincie Brindisi a část provincie Taranto.
Poloostrov je také známý jako Terra d'Otranto a v minulosti jako Sallentina. Ve starověku se oblast nazývala různě, Kalábrie nebo Messapia.

## Historie
Messapia (z řeckého Μεσσαπία) bylo jméno starověkého italského regionu, který z velké části odpovídal modernímu Salentu. V antice byla oblast osídlena hlavně Messapii. Pokorny odvozuje toponymum z rekonstruovaných praindoevropských slov *medhyo-, „střední“ a *ap-, „voda“ (Mess-apia, „uprostřed vody“). Pokorny srovnává toponymum Messapia s jiným starověkým italickým toponymem, městem v Apulii Salapia, „slaná voda“.

## Geografie
Jeho hranice jsou:
- Taranto v provincii Taranto
- Pilone na území Ostuni v provincii Brindisi
- Santa Maria di Leuca v provincii Lecce

### Města v Salentu

#### Provincie Lecce
Acquarica del Capo, Alessano, Alezio, Alliste, Andrano, Aradeo, Arnesano, Bagnolo del Salento, Botrugno, Calimera, Campi Salentina, Cannole, Caprarica di Lecce, Carmiano, Carpignano Salentino, Casarano, Castri di Lecce, Castrignano de' Greci, Castrignano del Capo, Castro, Cavallino, Collepasso, Copertino, Corigliano d'Otranto, Corsano, Cursi, Cutrofiano, Diso, Gagliano del Capo, Galatina, Galatone, Gallipoli, Giuggianello, Giurdignano, Guagnano, Lecce, Lequile, Leverano, Lizzanello, Maglie, Martano, Martignano, Matino, Melendugno, Melissano, Melpignano, Miggiano, Minervino di Lecce, Monteroni di Lecce, Montesano Salentino, Morciano di Leuca, Muro Leccese, Nardò, Neviano, Nociglia, Novoli, Ortelle, Otranto, Palmariggi, Parabita, Patù, Poggiardo, Porto Cesareo, Presicce, Racale, Ruffano, Salice Salentino, Salve, San Cassiano, San Cesario di Lecce, San Donato di Lecce, San Pietro in Lama, Sanarica, Sannicola, Santa Cesarea Terme, Scorrano, Seclì, Sogliano Cavour, Soleto, Specchia, Spongano, Squinzano, Sternatia, Supersano, Surano, Surbo, Taurisano, Taviano, Tiggiano, Trepuzzi, Tricase, Tuglie, Ugento, Uggiano la Chiesa, Veglie, Vernole, Zollino

#### Provincie Brindisi
Brindisi, Carovigno, Cellino San Marco, Erchie, Francavilla Fontana, Latiano, Mesagne, Oria, Ostuni, San Donaci, San Michele Salentino, San Pancrazio Salentino, San Pietro Vernotico, San Vito dei Normanni, Torchiarolo, Torre Santa Susanna, Villa Castelli

#### Provincie Taranto
Avetrana, Carosino, Faggiano, Fragagnano, Grottaglie, Leporano, Lizzano, Manduria, Maruggio, Monteiasi, Monteparano, Pulsano, Roccaforzata, San Giorgio Ionico, San Marzano di San Giuseppe, Sava, Taranto, Torricella

## Jazyk
Salento, z kulturního a lingvistického pohledu, nezahrnuje město Taranto, kde se mluví tarantinským dialektem, ani část provincie Taranto, která je na západ od města, ani zbytek provincie Brindisi na sever od Ostuni (kde je přízvuk ovlivněn barijským dialektem).
Na jih a na východ od výše uvedených oblastí převládá sicilské nářečí salentštiny, i když v několika vnitrozemských městech se také mluví starým řeckým nářečím (známým jako griko).
Nejpopulárnější hypotézou o původu grika je hypotéza Gerharda Rohlfse a Georgiose Chatzidakise, že kořeny grika sahají tak daleko do minulosti jako doba starořeckých kolonií v jižní Itálii a na Sicílii v osmém století před naším letopočtem. Jihoitalský dialekt je tak považován za poslední živou stopu řeckých prvků, které kdysi formovaly Velké Řecko.
Existují však konkurenční hypotézy, podle nichž si griko mohlo zachovat některé dórské prvky, ale jeho struktura je jinak většinou založena na koiné, stejně jako téměř ve všech ostatních novořeckých dialektech. Tudíž by griko mělo být popisováno jako potomek byzantské řečtiny ovlivněný dórštinou, jímž mluvili ti, kteří opustili Byzantskou říši do Itálie, když se snažili utéct před Turky. Myšlenku, že jihotalianské řecké dialekty jsou historicky odvozeny ze středověké řečtiny, navrhl poprvé v 19. století Giuseppe Morosi.

## Doprava
Nejbližší mezinárodní letiště jsou v Brindisi a Bari (to druhé není v Salentu, ale není daleko).
Salento s Bari spojuje dvoupruhová dálnice. Hlavní železniční trať končí v Lecce. Jiná místa obsluhují regionální železnice.

## Pobřežní věže
Pobřežní věže v Salentu jsou strážní, protože pobřeží poloostrova dlouho podléhalo námořním útokům Saracénů. První věže mohly být postaveny Normany. Zbývající historické věže jsou většinou z 15. a 16. století. Mnohé z nich jsou nyní v troskách.

## Jídlo a gastronomie
Mezi oblíbená jídla z oblasti Salento patří:
- Pitta di patate, slaný koláč se šťouchanými bramborami
- Turcinieddhri, grilované jehněčí droby
- Purciaddruzzi, smažené ručně vyráběné malé sušenky s medem, jedené o Vánocích

## Turismus
V provincii Lecce je jeskyně Ciolo jedním z hlavních turistických cílů.
The white beaches in Puglia! Salento is a wonderful region to visit

### Festivaly jídlasagre
Salentské festivaly jídla sagre představují místní kuchyni, tradice vaření a místní kulturu.

## LGBT kultura
Salento je hlavní prázdninovou destinací pro italské homosexuály. Dlouhá, horká léta, rozmanité pobřeží a rušný noční život přitahují v letních měsících i mezinárodní příslušníky LGBT komunity.
Každoročně se slaví Salento Pride.

## Galerie

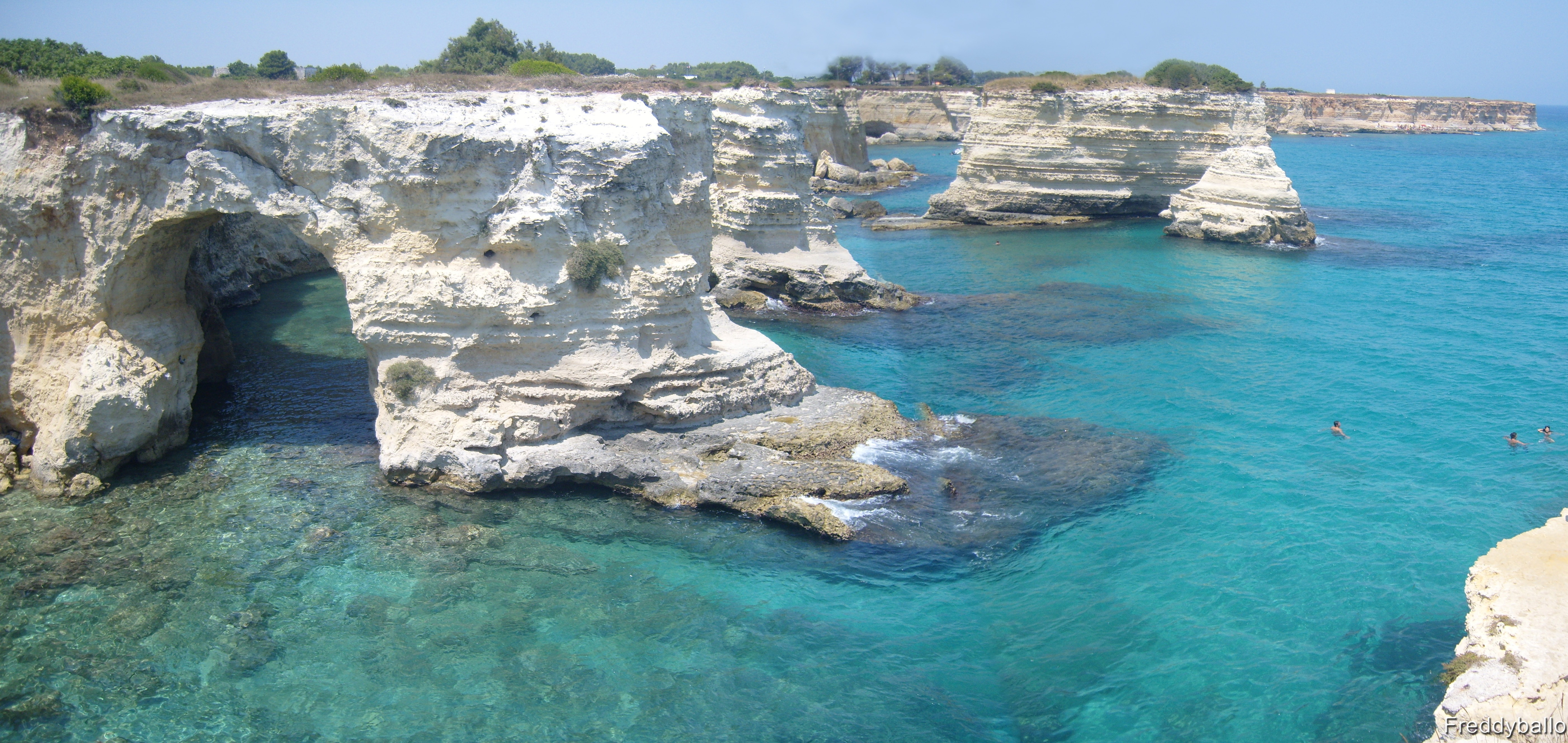
Pohled na Torre Sant'Andrea

Jezero Alimini Grande, nedaleko Otranta.